# Campomanesia schlechtendaliana
Planta nativa das Restingas e Florestas Pluviais do Brasil. Foi descrita por Niedenzu em 1893. Seus frutos são apreciados por humanos, consumidos in natura e em doces.

## Sinônimos
Lista de sinônimos segundo o Reflora:
- Basiônimo Abbevillea schlechtendahliana O.Berg
- Heterotípico Britoa glazioviana Kiaersk.
- Heterotípico Campomanesia kiaerskoviana Mattos

## Morfologia e Distribuição
Arbusto - var. rugosa (O. Berg) Landr., ou árvore de 7–15 m de altura - var. schlechtendaliana (O. Berg) Landr. -, Ambos nativas da mata atlântica do sudeste do Brasil. Distinguem-se das demais espécies por possuir pedúnculo de 1–6 mm, mais curtos que o botão floral e geralmente denso-pubescentes além de ter folhas de 8-15 pares de nervuras laterais quase reta e cálice aberto. Folhas brilhantes e bem marcadas pela nervação (rugosa), subcoriácea, de 3,5-9,5 cm de comprimento. Flores solitárias formadas de outubro a novembro. Frutos globosos-achatados, rugosos, er-amarelados, contendo polpa fundente de sabor agridoce e agradável, com maturação de janeiro a fevereiro.